# Hackney Diamonds
Hackney Diamonds – dwudziesty czwarty album studyjny zespołu The Rolling Stones, wydany 20 października 2023 nakładem wytwórni Polydor Records. Album został poprzedzony dwoma singlami promocyjnymi „Angry” i „Sweet Sounds of Heaven (feat. Lady Gaga & Stevie Wonder)”; oraz zawiera utwory z udziałem: Eltona Johna, Paula McCartney oraz Billa Wymana. 
Nagrania uzyskały w Polsce certyfikat złotej płyty.

## Lista utworów
Na podstawie źródła:
1. „Angry” – 3:46
2. „Get Close” – 4:10
3. „Depending On You” – 4:03
4. „Bite My Head Off” (feat. Paul McCartney) – 3:31
5. „Whole Wide World” – 3:58
6. „Dreamy Skies” – 4:38
7. „Mess It Up” – 4:03
8. „Live By The Sword” (feat. Elton John)  – 3:59
9. „Driving Me Too Hard” – 3:16
10. „Tell Me Straight” – 2:56
11. „Sweet Sounds of Heaven” (feat. Lady Gaga) – 7:22
12. „Rolling Stone Blues” – 2:41

## Personel
Na podstawie źródła:
The Rolling Stones
- Mick Jagger – śpiew, śpiew towarzyszący, elektryczna gitara, akustyczna gitara, harmonijka
- Keith Richards – akustyczna gitara, elektryczna gitara, śpiew towarzyszący, śpiew
- Charlie Watts – perkusja
- Ronnie Wood – akustyczna gitara, gitara basowa, śpiew towarzyszący

Inni wykonawcy
- David Campbell – aranżacja smyczkowa
- Matt Clifford – instrumenty klawiszowe, fortepian
- Elton John – fortepian w utworze „Get Close”
- Stevie Wonder – instrumenty klawiszowe i fortepian w utworze „Sweet Sounds of Heaven”
- Lin Benmont – organy Hammonda
- Karlos Edwards – perkusja
- Steve Jordan – perkusja
- James King – saksofon w utworze „Get Close”
- Paul McCartney – gitara basowa w „Bite My Head Off”
- Andrew Watt – gitara basowa, gitara, perkusja, instrumenty klawiszowe, chórki, aranżacja smyczków
- Bill Wyman – gitara basowa w „Live by the Sword”